# Geysers de San Kamphaeng
Les Geysers et sources d'eau chaude de San Kamphaeng, sont situées à 20 kilomètres à l'est de Chiang Mai, sur la district de Mae On en Thaïlande.
Ces geysers et sources se trouvent au cœur d'un parc paysagé, ils attirent de très nombreux touristes.
Les bains des sources thermales sont très prisés par les Thaïlandais. Une des traditions locales consiste à se faire cuire des œufs dans l'eau chaude qui sort à une température de près de 100 degrés centigrade.

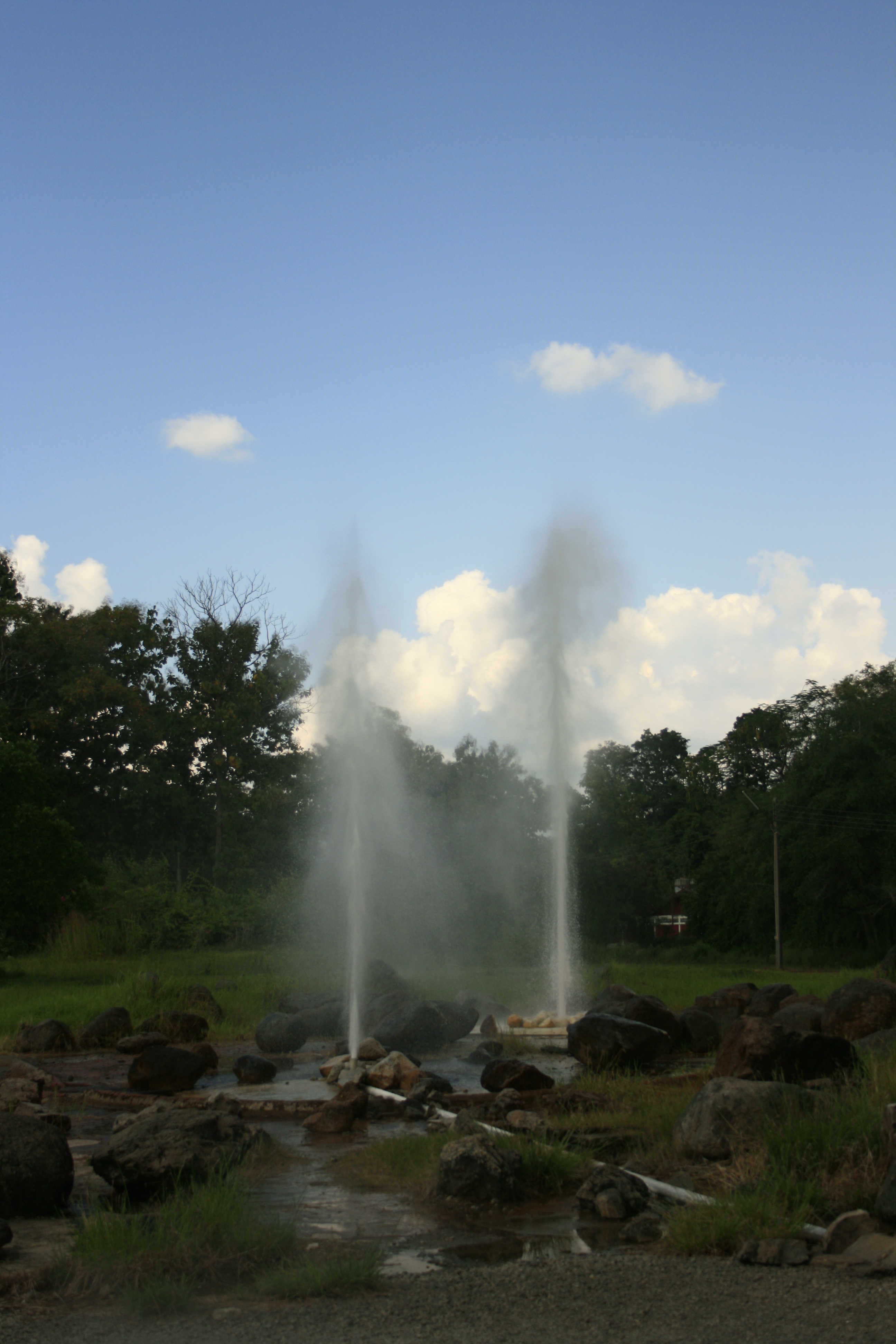
Les geysers de San Kamphaeng
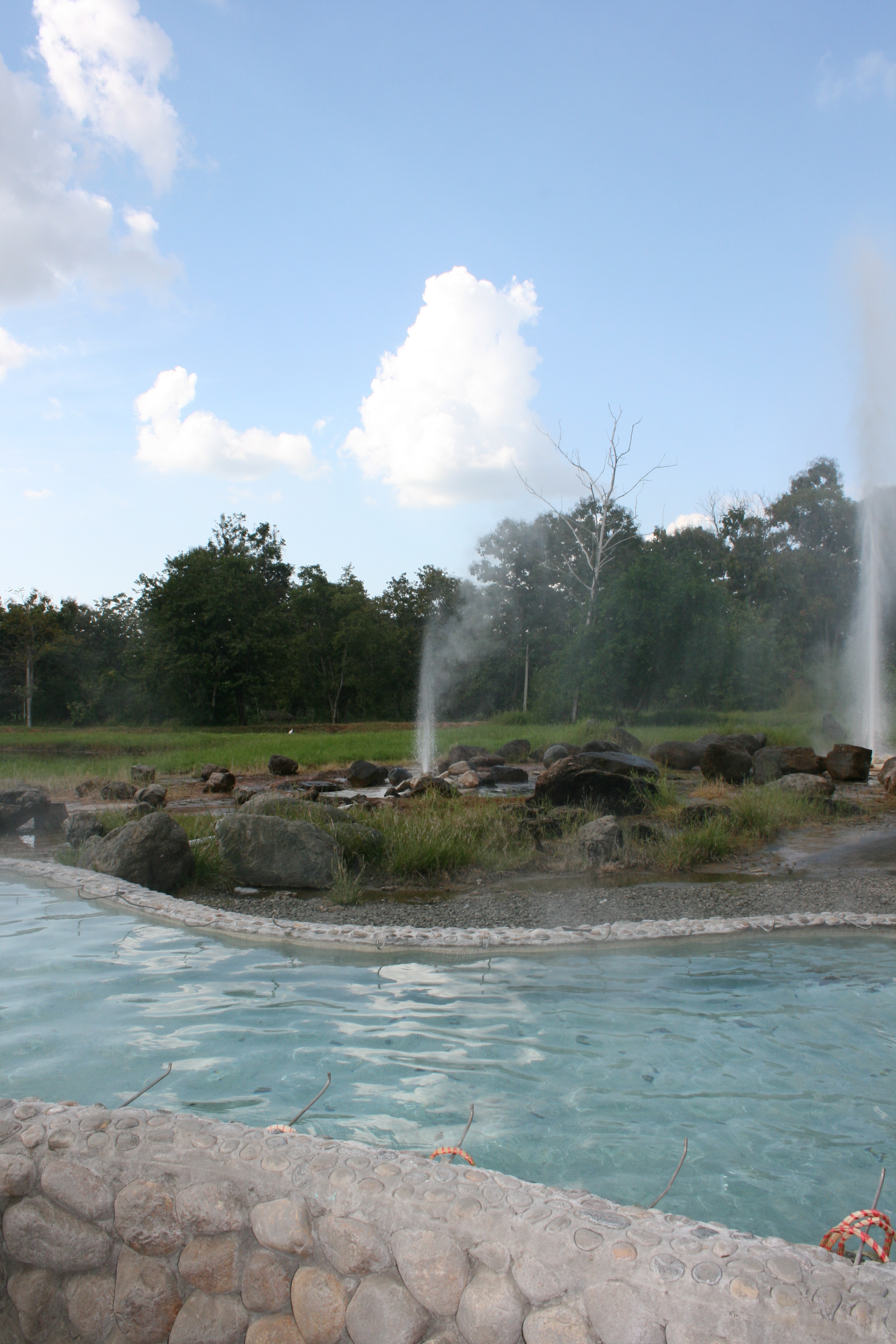
Les geysers de San Kamphaeng
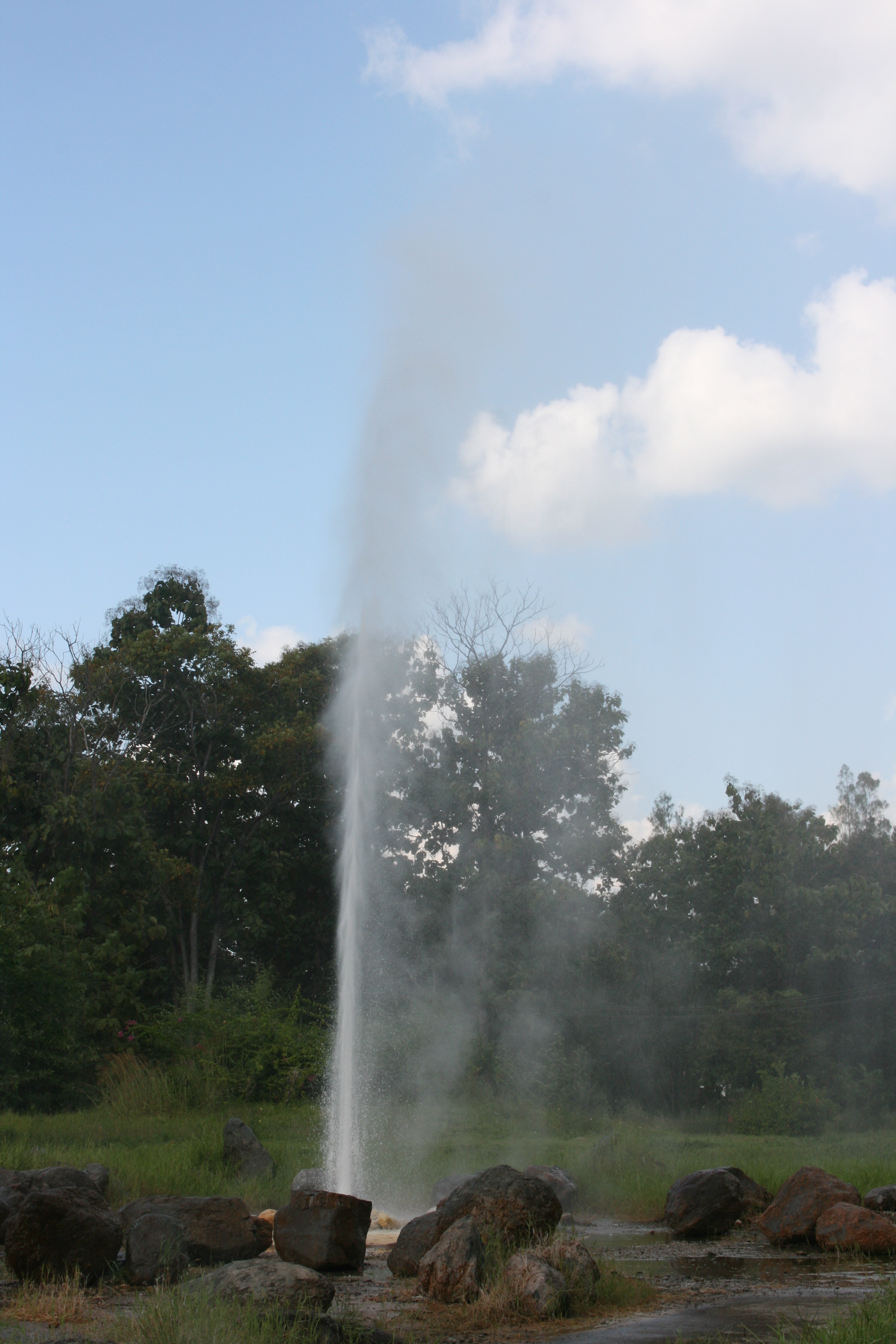
Les geysers de San Kamphaeng
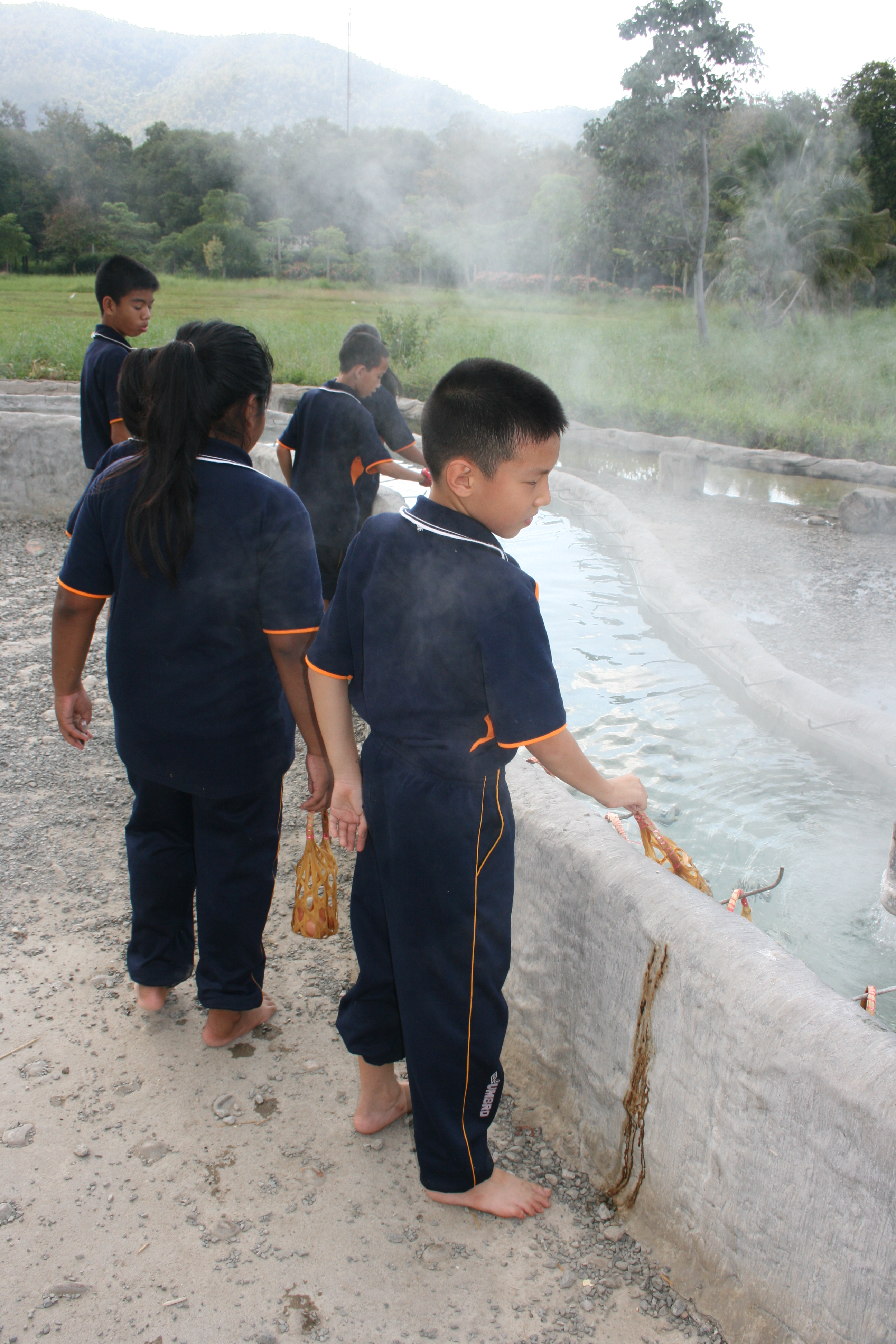
La cuisson des œufs dans les sources d'eau chaude